# Evangelische Kirche (Rommersheim)

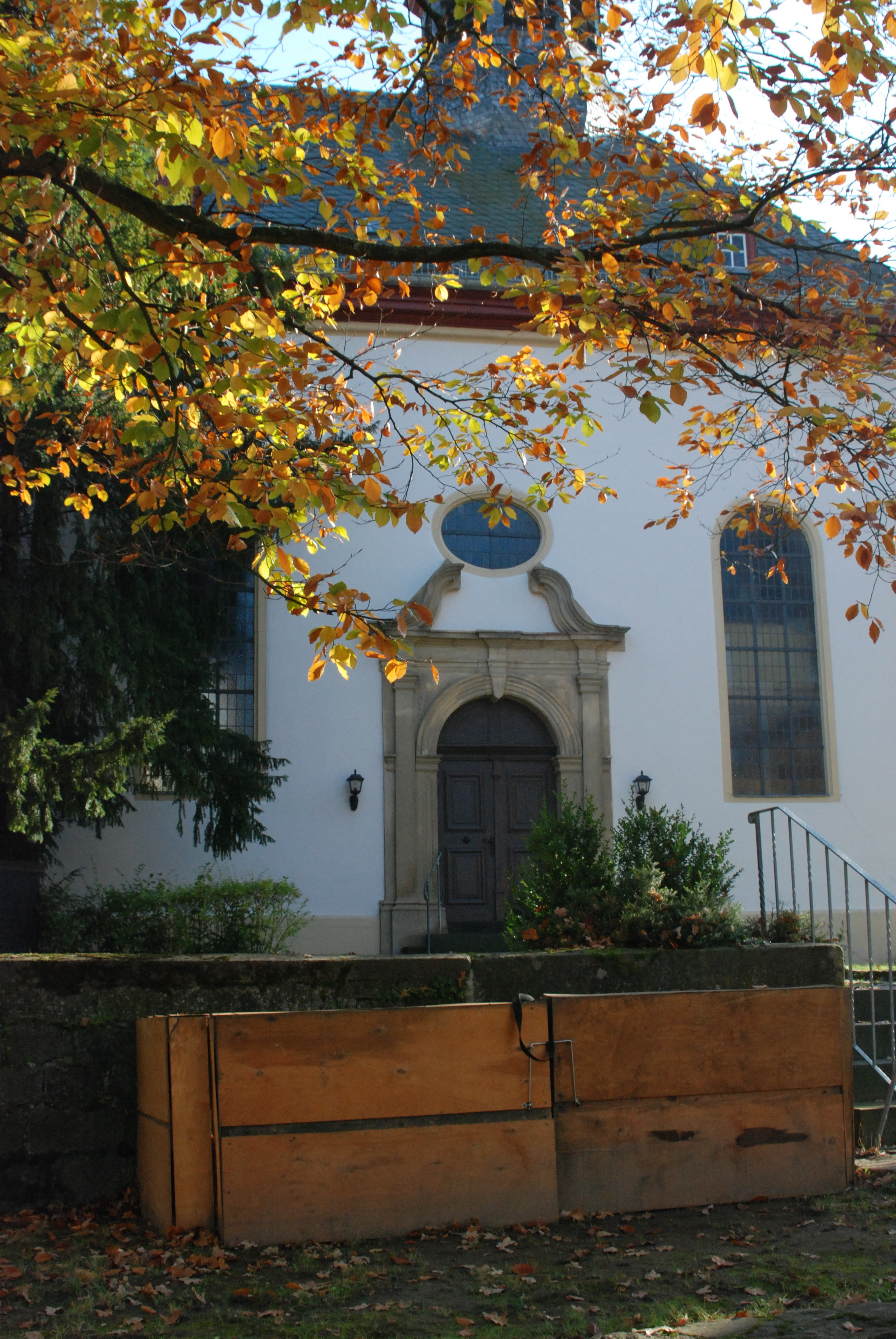
Blick auf evangelische Kirche von der Kegelbahnstraße

Die Evangelische Kirche im Stadtteil Rommersheim der Stadt Wörrstadt in Rheinland-Pfalz wurde von 1733 bis 1751 erbaut. Sie gehört zur Kirchengemeinde Wörrstadt im Dekanat Alzey-Wöllstein in der Propstei Rheinhessen und Nassauer Land der Evangelischen Kirche in Hessen und Nassau.

## Geschichte
Durch eine Schenkung von Kaiser Karls des Großen an das Kloster Hersfeld wird ein Vorgängerbau der Kirche 782 erwähnt.

## Gebäude
Die Kirche wurde als gedrungener, dreiseitig geschlossener barocker Saalbau mit Walmdach und einem achteckigen Dachreiter errichtet. Die Portale verfügen über Sprenggiebel. Der Altar im Inneren befindet sich auf einer Steinsäule. Die Kanzel ist auf einer Steinsäule angebracht. Mitte der 2000er Jahre wurde die Kirche vollständig renoviert. Dabei wurde die Ausmalung von 1900 rekonstruiert.
Die Kirche befindet sich in der Hauptstraße neben dem alten Rathaus. Sie hat einen Vorhof mit einer alten Eiche. Sie gehört dem Dekanat Wöllstein an und wird im Pfarrbezirk Wörrstadt neben Sulzheim und Wörrstadt mitverwaltet.